# Ricardo Soriano

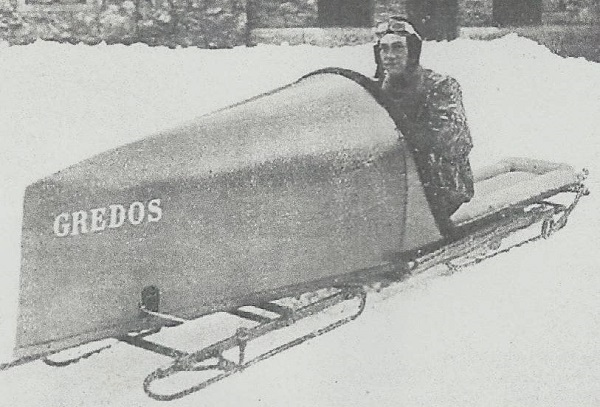
Ricardo Soriano pilotando el Gredos

Ricardo Soriano y Scholtz (Arauzo, provincia de Salamanca, 1883-Marbella, 13 de agosto de 1973), fue un noble aristócrata español y personaje polifacético, conocido por ser el II marqués de Ivanrey, también fue promotor turístico de la Costa del Sol, en especial del litoral marbellí. Cursó estudios de ingeniería mecánica en Bélgica.

## Biografía

### Orígenes familiares
Ricardo fue el hijo primogénito del senador y diputado a Cortes Fernando Soriano y Gaviria, I marqués de Ivanrey, banquero, industrial, socio fundador del Hotel Ritz de Madrid y terrateniente salmantino, I marqués de Ivanrey, hijo de Rodrigo Alfonso Soriano y María del Pilar Gaviria. Fue senador y socio fundador del Hotel Ritz en Madrid. y senador vitalicio por Salamanca, casado con la malagueña Matilde Scholtz y Bear, hija a su vez del noble hispano alemán Guillermo Scholtz y Caravaca, I marqués de Belvís de las Navas, descendiente de los marqueses de Caravaca.

### Matrimonio y descendencia
Ricardo contrajo matrimonio en la iglesia parisina de Notre Dame de Saint Pierre de Chaillot, el 2 de julio de 1907, con la estadounidense María Italia Blair Mitchell (Chicago, (27 de octubre de 1883-1977). La boda, oficiada por el arzobispo de París, se celebró en la intimidad debido a que un tío de Soriano, el banquero Santiago de Udaeta, fallecía pocos días antes del enlace.
Italia Blair era la hija mayor de Chauncey Justus Blair, presidente del Banco Nacional de Chicago, miembro de una de las familias norteamericanas más acaudaladas del siglo XIX, casado con Mary Anne Italia Mitchell, hija del magnate William Hamilton Mitchell, nacido en el seno de una familia de grandes banqueros y propietarios de líneas ferroviarias en el Estado de Illinois. En 1910 nació su única hija, Inés Soriano y Blair (París, 1910-Marbella, 1983), futura III marquesa de Ivanrey. La pareja se distanciaría en 1920.
La nieta de Ricardo Soriano, Luz de la Gándara y Soriano, IV marquesa de Ivanrey y III marquesa de la Gándara, contrajo matrimonio con el conde Adam Goluchowski, tataranieto de Joaquín Murat, mariscal de Francia y «rey de Nápoles», esposo de Carolina Bonaparte, hermana de Napoleón Bonaparte. Fruto de esta unión, nació Pedro José Goluchowski y de la Gándara, V y actual marqués de Baroja.
Después de divorciarse del conde Goluchowski, Luz de la Gándara se casaría con el suizo Jean-Marc Thomas, con quien tuvo a su segundo hijo, Felipe Thomas y de la Gándara, V marqués de Ivanrey.

### Diferentes facetas
A lo largo de su vida, y al margen de su tierra natal, Ricardo vivió en París, Biarritz, Bilbao y Madrid, antes de recalar en la costa malagueña, lugar donde es considerado el indiscutible descubridor y promotor de Marbella. Nombrado hijo predilecto de esa localidad, en su honor se le puso nombre a la que hoy es la principal avenida de Marbella.
Todo comenzó al término de la Segunda Guerra Mundial, cuando la mayor parte de Europa y del mundo sufría sus consecuencias y las grandes fortunas habían escapado de la contienda como habían podido, unos a Suiza y otros a Portugal. La madre de Ricardo era natural de Málaga y él, de niño, había pasado algunos veranos en el Palacio del Rey Moro de Ronda, propiedad de su tía Trinidad Scholtz von Hermensdorff, I duquesa de Parcent, marquesa de Belvís de las Navas y IX condesa de Contamina. Pero no fue hasta el año 1943, cuando Ricardo llegó a Marbella invitado por su amigo y propietario de la hacienda Guadalmina, Norberto Goizueta. Dos años después adquirió la finca Rodeo Alto y Rodeo Bajo situada cerca de la localidad de San Pedro Alcántara. Por esta propiedad, con una extensión total de 220 000 metros cuadrados de terreno, Soriano pagó la cantidad de 110 000 pesetas, una auténtica fortuna en aquellos tiempos. Según cuenta Juan Carlos Reina en uno de sus libros, Ricardo se dio cuenta del importante trasiego de franceses que iban y venían desde Francia al Protectorado de Marruecos usando el puerto de Algeciras, por lo que decidió construir unos albergues para que estos viajeros pudieran pasar la noche. Así nació «La Venta y Albergues de El Rodeo», complejo hotelero diseñado por el propio Soriano y edificado junto a su residencia privada. Asimismo, puso en funcionamiento la primera sala de cine sonoro de Marbella: «Cines El Rodeo».
Pese a su fama de aristócrata excéntrico y vividor (su colección de pelos de pubis femeninos inspiró al director de cine Luis García Berlanga una secuencia de su película Patrimonio Nacional), sería profundamente injusto no reconocerle el mérito de haber sido, ante todo, un hombre adelantado a su tiempo en virtud de poseer un carácter sumamente emprendedor, creativo y polifacético: empresario, político, genial inventor, deportista y gran aventurero. De su etapa en la vida política, entre 1914 y 1916, podemos señalar que obtuvo acta de diputado conservador a Cortes por Salamanca. Hay que destacar que de su carrera como ingeniero y empresario industrial surgieron inventos tan notables como los primeros motores marinos «fuera-borda» de 90 caballos, la moto de nieve, el bob de competición, la moto de rueda pequeña, el motor ignífugo de aviación, además de haber diseñado y fabricado distintos modelos de motocicletas, automóviles de carreras e innovadoras lanchas de competición motonáutica.

#### Automóviles
Mientras vivía en Biarritz, primero en la casa familiar «Ametz Etxea» y luego en su residencia particular de Villa Inés, coincidió con otro aristócrata español, el marqués de San Carlos de Pedroso, también aficionado al diseño mecánico. Entre ambos concibieron y construyeron en Francia, entre 1919 y 1924, vehículos de turismo y un coche diseñado para la competición automovilística denominado «Soriano-Pedroso». Este automóvil, propulsado por un motor Ballot de cuatro cilindros en línea de 1131 centímetros cúbicos, alcanzaba una velocidad punta de 113 km/hora y otras versiones fueron dotadas con motores de 1.300cc. y 1.590cc. El Soriano-Pedroso nunca cosechó éxitos deportivos de importancia pero llegó a inscribirse, en 1920, en la Copa Internacional de Coches de Le Mans (preámbulo de la mítica carrera de las 24 horas), y compitió en otros grandes premios del momento como las «200 Millas de Brooklands» (1921). De este automóvil, que ha pasado a la historia como un producto de la industria automovilística francesa por haberse fabricado en Francia (Biarritz-Neuilly), se construyeron tres modelos. Algunas unidades pasaron a manos de coleccionistas privados, entre otros el conde Armand de La Rochefoucauld, y una de ellas se exhibe en el Museo Nacional del Automóvil del Principado de Andorra.
En septiembre de 1922, durante unas pruebas de velocidad en Biarritz, el automóvil del marqués de Ivanrey se salió de la carretera yendo a chocar contra un poste. Sufrió rotura de clavícula y diversas heridas de consideración. No sería este el único percance que a lo largo de su vida sufriría el osado deportista. Le sucedieron varios accidentes, en tierra, mar y aire.
La conocida casa Bonhams de Londres sacó a subasta en 2014 un automóvil que fue propiedad del marqués de Ivanrey. Se trata de un modelo Panhard et Levassor KB Roadster que Ricardo Soriano en su juventud, con apenas veinte años, adquirió en París en el año 1903 por la fabulosa suma de 17 640 francos. El vehículo, conocido como «La Perla», mantiene su matrícula original (M-18) que lo acredita como el vigésimo octavo registrado en Madrid, siendo uno de los vehículos en circulación más antiguos de España .
Ricardo Soriano fue socio fundador y vicepresidente del Real Automóvil Club de España (RACE).

#### Aeronáutica
En el terreno de la construcción aeronáutica, Ricardo Soriano forjó una alianza empresarial con el conde francés Charles de Lambert —primer aviador que sobrevoló París en 1909 y alumno aventajado de Wilbur Wright, as de la aviación mundial—, con objeto de financiar y desarrollar un ambicioso proyecto de construcción de globos dirigibles bajo la supervisión del ingeniero y piloto de pruebas Léon Lemartin, uno de los pioneros de la aviación francesa. Finalmente, este proyecto aerostático se vendría abajo tras declararse un incendio durante unos ensayos de vuelo. Ricardo Soriano fue directivo y socio fundador del Real Aero Club de España.
Asociado al brasileño Alberto Santos Dumont, considerado por muchos el padre de la aviación mundial por haber sido el primer hombre en despegar «oficialmente» a bordo de un avión impulsado por un motor aeronáutico, crearon y fabricaron en Francia un motor de aviación alimentado por petróleo pesado, de bajo consumo, que tenía la novedosa particularidad de ser ignífugo. El motor salió al mercado con el nombre de «Dumont - Soriano». No fue la única colaboración que firmó el marqués de Ivanrey con el astro de la aviación mundial. El 24 de septiembre de 1909, Dumont se desplazó a la finca que Soriano poseía en Salamanca (Arauzo), acompañado por un nutrido grupo de periodistas, con el fin de realizar los ensayos de vuelo del aeroplano que ambos habían proyectado. Unas pruebas que a tenor de lo publicado en los periódicos de la época no resultaron satisfactorias. La amistad del marqués de Ivanrey con Santos Dumont persistió con los años y cuando este cayó enfermo, en 1928, el aviador se estableció en Biarritz en una residencia de Ricardo Soriano («La Casucha»). 
El marqués de Ivanrey también desarrolló un modelo de hidroavión de su invención que, corriendo el año 1924, fue probado en las aguas francesas de Bayona, momento que recoge una postal de la «Colección Garfio».

#### Inventos
En 1905 presentó un modelo de trineo para la práctica del bobsleigh (carrera de trineos) que mereció los elogios de la prensa deportiva europea. Ideado por Ricardo Soriano, y bautizado con el nombre de «Gredos», su concepción futurista estaba llamada a revolucionar el diseño de los bob de competición hasta entonces conocidos. La novedad consistía en que el «Gredos» no era un simple trineo de madera. Había sido construido en acero, semicabinado, y con cierta forma de torpedo, a semejanza de los actuales. Aquel trineo alcanzaba velocidades extraordinarias y Soriano ganó muchas carreras pilotándolo en las pistas de Davos y Saint Moritz (Suiza). Unos éxitos que no obtendrían eco deportivo al no considerarse el bobsleigh deporte oficial en aquellos años. El número 32 de la revista deportiva española «Gran Vida», de enero de 1906, daba cuenta de la noticia.
La «Colección Garfio» conserva, asimismo, instantáneas de Ricardo Soriano preparando en Davos, en el año 1919, las primeras pruebas de su invento «El Veloski». Se trataba de un vehículo, fabricado por Soriano en su taller de Brantes, que servía para desplazarse por la nieve, aunque presentaba el inconveniente de no poder circular por terrenos que no fueran llanos o cuesta abajo. No obstante, gozo de gran aceptación en las pistas internacionales de esquí.
Tiempo después, en 1935, Ricardo Soriano presentaría en Suiza otro vehículo de nieve más avanzado , el «Motoluge», capaz de remontar cuestas y concebido para el rescate de víctimas en la nieve, amén de otros usos. La noticia de este invento del marqués de Ivanrey fue recogida en España por el periódico «La Época», publicado el 25 de febrero de 1935. Fuera de nuestro país, prensa internacional como el diario «The Daily Herald», en su número de 14 de enero de 1937, el periódico «The Rhinelander Daily News», o el neoyorquino «Saratoga Springs», recogían en sus páginas el singular invento del marqués de Ivanrey. Por consiguiente, con todo merecimiento debe atribuírsele a Ricardo Soriano la invención de la moto de nieve.
El marqués de Ivanrey, guiado por razones de satisfacción personal y no por ambiciones comerciales, nunca se preocupó de patentar sus inventos. No solo puso su brillante talento al servicio de la mecánica. El conocido escritor austriaco de libros infantiles, Ludwig Bemelmans, se hizo eco de  su genialidad inventiva aplicada a la técnica de los efectos especiales («Now I Lay Me Down to Sleep», 1942). Ricardo Soriano eligió una cena de gala en Biarritz para probar un aparato suyo que proyectaba imágenes sobre una superficie de vidrio que, colocada a lo largo de un gran ventanal, creaba una ilusión óptica que  en apariencia mostraba a una serie de animales salvajes adentrándose en la estancia. El  efecto de realismo era tal que llegó a provocar el pánico entre los comensales.

#### Motociclismo
Soriano también fundó la primera fábrica de motocicletas de España, de donde salió en 1942 el primer scooter conocido —anticipándose en varios años a marcas como Lambretta o Vespa—, y otros ciclomotores de rueda pequeña; la popular moto Soriano, modelo del cual se llegaron a comercializar 6000 unidades. Manuel Giró y Minguella, fundador de la empresa Orfeo Sincronic S.A. (OSSA), creada en 1928 y dedicada en sus inicios a la fabricación de material sonoro para la industria cinematográfica compartió con Ricardo Soriano afición por el cine, las motocicletas y la motonáutica, siendo 1932 el año en el que Giró estableció un acuerdo comercial con Ricardo Soriano para fabricar sus motores en Barcelona. El fruto de aquella alianza daría origen al nacimiento de la legendaria marca española de motocicletas OSSA. Manuel Giró acopló en 1940 un motor Soriano/OSSA en un bastidor de una BMW R-12 con sidecar para competir en la modalidad de «carreras en cuesta».
Las Soriano comenzaron a fabricarse en serie en Madrid, en 1941, como respuesta al creciente auge que por aquellos años experimentaba el mundo de las dos ruedas. La empresa fabricó varios modelos de pequeñas motos conocidas como Lince, Pantera, y Tigre.
Un tercer modelo de motocicletas se presentaría al público en el año 1947. Conocida con el nombre de «Puma», y propulsada por un motor de 122 cc. de la marca británica Villiers, esta moto no respondió a las expectativas comerciales que se esperaban de ella a pesar de que su mecánica fuera reconocida como una de las más fiables de la marca. Aportaba, como novedad, un cilindro de doble bujía diseñado por un mecánico marbellí: Tomás Prieto. Una réplica restaurada se encuentra expuesta en el Museo de la Moto Clásica de Hervás (Cáceres), habiendo servido su imagen como referencia para el lanzamiento en 2003 de una serie de sellos conmemorativos que llevan impresos su icono (una Soriano Puma con sidecar, de 1947).
En 1952, Ricardo Soriano proyectó la fabricación de una versión renovada de la «Puma» (iniciativa comercial que nunca vería la luz). Poco después, entre 1952 y 1953, se uniría al empresario navarro Félix Huarte Goñi para fabricar el scooter HUSOR (Huarte - Soriano). Y un año más tarde, hacia 1954, la fábrica de motocicletas Soriano cesó por completo su actividad.
Desde su puesto directivo en la Real Peña Motorista Vizcaya, con sede en Bilbao, y junto a su amigo José Luis Gáldiz, Campeón de Europa y España de Motonáutica, participó activamente en la organización de buen número de competiciones internacionales de motociclismo, automovilismo y carreras motonáuticas.

#### Cinematografía
Ya en el terreno de la industria cinematográfica, fue pionero en el negocio del cine español con la compañía productora y distribuidora Soriano Films. Junto a Manuel Augusto y García Viñolas fundó en 1940 el Círculo Cinematográfico Español (CIRCE); asociación profesional cinematográfica  creada con la pretensión de elevar la calidad del cine español y en la que llegó a ocupar el cargo de presidente. 
Su primera película fue producida en Francia y se tituló Un chien qui raccroche (1934). En este film, coodirigido con su amigo Santiago Ontañón, participó un amplio reparto de actores internacionales entre los cuales destacaban Lucien Raimbourg y Simone Neyrinck. 
Ricardo Soriano rodó en España La traviesa molinera (1934) en colaboración con Harry D'Abadie D'Arrast, reconocido director francés que había trabajado con Charlie Chaplin y dirigido sus propias películas en Hollywood (Topaze, en 1932, para RKO Radio Pictures). De esta película, coproducción de United Artists y Sorian Films, en la que trabajó Edgar Neville ejerciendo de ayudante de dirección, se realizaron tres versiones simultáneas: española, inglesa (It Happened in Spain) y una tercera francesa (Le tricorne). La obra de Arrast-Soriano fue alabada por Chaplin («único film a salvar de la historia del cine», dijo).
Después vendría la película Por un perro chico, una mujer, dirigida por Santiago de la Concha, que contó con la interpretación de Marcel Duhamel , Andrée Lorrain (Miss París 1935) y Sylvia Bataille, actriz que más adelante cobraría gran fama y notoriedad en Francia tras serle concedido, en 1939, el prestigioso galardón del cine galo Suzanne Bianchetti. Ricardo Soriano también se adentró en el género de cine de aventuras produciendo El nuevo Gulliver (1935). Otra película surgida de su factoría de cine fue la que llevó por título Flora y Mariana (1940), basada en un guion de Joaquín Goyanes, rodada bajo la supervisión escénica de José Buch y protagonizada por históricas figuras del cine español: Blanca de Silos y Juan de Orduña. Más adelante, en 1943, Ricardo Soriano pondría fin a su ciclo como director, responsable artístico y productor cinematográfico, con la película El camino del amor; dirigida por José María Castellví, y llevada a escena por actores de la talla de Manuel Arbó, José Calle, Rosalía Campomanes, entre otros. De ser cierto el dato que apunta el escritor John Baxter en su libro Luis Buñuel (Editorial Fourth State, 1995), Ricardo Soriano financió la película Un perro andaluz.

#### Deportista y constructor motonáutico
Ricardo Soriano se destacó como deportista de élite en el campo de la motonáutica internacional llegando a cosechar, en calidad de piloto motonáutico y constructor, varios récords mundiales de velocidad con lanchas proyectadas por él mismo e impulsadas por motores de seis cilindros en bóxer de gran rendimiento.
En 1930, portando sobre su embarcación la bandera de la Real Peña Motorista de Vizcaya, ganó en el Lago de Garda (Italia) el Campeonato Mundial de Motonáutica de su especialidad. Y entre otros grandes trofeos, el Campeonato de Alemania de 1931 en la categoría de 1.000 cc.
A mediados del año 1931, en el Río Adur (Francia), Ricardo Soriano batiría por primera el récord mundial de velocidad sobre el agua. El motor y el diseño del casco de la embarcación, más corto de lo habitual (eslora de 2 metros y 5 centímetros), fueron obra suya. El nuevo registro mundial quedó establecido en 56.5 millas por hora.
En mayo de 1932, en Saint Cloud (localidad cercana a París), Ricardo Soriano fundaba el Canot Club de París; casa flotante sobre el Río Sena creada en exclusiva para pilotos que competían con motores de la marca Soriano. El Canot Club fue citado por Enrique Jardiel Poncela en su libro 49 personajes que encontraron su autor. Disponía de terraza cubierta, barra, vestuarios, iluminación eléctrica, agua caliente, camarotes, dependencias destinadas a la investigación y exposición de motores, además de biblioteca.
El 14 de julio de 1933, coincidiendo con la festividad nacional francesa, el Canot Club de París organizó una competición motonáutica internacional que discurrió por aguas del centro de París y fue seguida por millares de espectadores (descrita por Kevin Desmond en su libro A Century of Outboard Racing). Acudieron pilotos de Bélgica, Alemania, Suiza, Italia y España, en representación de distintas marcas: Soriano, Lutetia, Laros, Sharland, Archimedes, Johnson y Elto. Días más tarde, el 16 de julio, la embarcación que pilotaba el marqués de Ivanrey, propulsada por un motor Soriano con casco Mariella - Passarin, batía el récord de velocidad que él mismo había logrado un año antes, fijando una nueva marca mundial: 59,40 millas náuticas por hora. A mediados de los años treinta, Ricardo Soriano vendió la patente de sus motores al francés Jean Dupuy.
Sus motores obtuvieron gran renombre. Se cuenta en un artículo de W.J. Webb, ingeniero de la firma de motores fuera-borda Evinrude, como en la primavera de 1942 el Cuerpo de Ingenieros del Ejército de los EE.UU. de Fort Belvoir (Virginia), asesorado por el piloto y constructor de motores Gar Wood Jr., desarrolló a partir del motor Soriano de seis cilindros la lancha rápida de desembarco «Tormenta». En aquella adaptación de los motores Soriano para usos militares del ejército de los Estados Unidos también trabajó, junto a Gar Wood Jr, otro conocido piloto norteamericano de competición motonáutica: Paul Wearly.
Un modelo Soriano/stepplane puede contemplarse en el Deutsches Museum de Múnich, considerado uno de los más importantes museos de ciencia y tecnología del mundo. Sus hazañas motonáuticas se festejaron más en el extranjero que en España. Entre sus admiradores se encontraba el príncipe de Gales, quien aprovechando una estancia en París quiso conocerle personalmente y felicitarle por sus éxitos deportivos. La noticia la daba el periódico parisino «Le Figaro», en su edición del 15 de septiembre de 1931.
Ricardo Soriano fundó y presidió el Canot Club de Bayona y el Yatch Canot Club de Ciboure. Asimismo, fue delegado técnico del Club Náutico de San Sebastián
Aventurero
Otra de sus variopintas facetas, la de aventurero,  le llevó a surcar pilotando una de las tres avioneta que tenía en propiedad, un bimotor "Havilland", los cielos de la India y África. Sentía gran pasión por los llamados deportes de riesgo —que en aquellos tiempos aún lo eran en mayor grado—, tales como viajar en globo, la práctica del alpinismo, o el submarinismo, uno de los primeros en practicarlo.
Contaba Edgar Neville en un reportaje publicado en el ABC, el 9 de junio de 1962, como su amigo se había propuesto batir el récord de distancia pilotando un globo en solitario. Ricardo Soriano fracasó en el intento. El globo, desviado de rumbo, amerizó en el Mar del Norte y su piloto tuvo la inmensa fortuna de poder ser rescatado por un barco bacaladero. No fue la única peripecia que sufriría a bordo de globos. Inseparable amigo y compañero de vuelo de Santos Dumont, hacia 1913 juntos salieron a volar por los alrededores de París pero el viento reinante les empujó hacia el este y horas más tarde aterrizaban en Bruselas.

#### Aficiones
Era conocida la atracción que sentía por la pesca del atún que con frecuencia practicaba en el Mar Cantábrico a bordo de su barco «Miona». La caza fue otra de sus grandes aficiones. El rey Alfonso XIII solía frecuentar las cacerías que Ricardo Soriano organizaba en su finca «Arauzo», en el término de la Nava de Sotrobal, cercana a la localidad salmantina de Peñaranda de Bracamonte, legada en 1903 por una tía suya que murió sin descendencia: Isabel Soriano y Gaviria, esposa de José Hurtado de Zaldívar y Heredia (vizconde de Bahía-Honda), y de Santiago de Udaeta en segundas nupcias. Sentía devoción por los toros de lidia y era diestro toreando novillos, afición que había heredado de sus abuelos paternos: Rodrigo Soriano de Moreta (Salamanca, 1828-Solera, 1892), senador salmantino y banquero, casado con Pilar Gaviria Gutiérrez (Madrid, 1833- ibidem, 1888); hija del banquero, ganadero, Intendente de la Casa Real, y socio de la casa Rothschild en España, Manuel Gaviria y Alcoba, II marqués de Gaviria, I conde de Buena Esperanza, y duque consorte de Castro Enríquez. El marqués de Ivanrey mantendría vivo el vínculo que le unía a su tierra de origen y en las inmediaciones de la capital salmantina disfrutaba de una singular propiedad: el Castillo del Buen Amor.
Ricardo Soriano fue accionista de la nueva plaza de toros de Peñaranda, construida alrededor de 1909, considerada por entonces como el segundo coso taurino en importancia de la provincia de Salamanca.
En agosto de 1931 trajo a España al genial cineasta Charles Chaplin, con quien había entablado una buena relación de amistad, para que este pudiera presenciar en vivo la emoción de una corrida de toros. Chaplin vio torear, en la plaza de toros de San Sebastián, a los diestros Marcial Lalanda y Manolo Bienvenida.

#### Anecdotario
Contar que el 26 de marzo de 1936, en tiempos de la Segunda República, Ricardo Soriano fue detenido en San Sebastián. El hecho se produjo tras la huida a Francia del aviador Enrique Ansaldo (hermano de otro conocido aviador, Juan Antonio Ansaldo, quien meses más tarde sobreviviría al accidente aéreo que costó la vida al general José Sanjurjo, el 20 de julio de 1936, en las inmediaciones de Lisboa). La policía comprobó que la avioneta que había pilotado Enrique Ansaldo desde Biarritz hasta Orleans era propiedad de Ricardo Soriano. Días más tarde, el 28 de marzo, Ricardo Soriano fue conducido a la Dirección de Seguridad de Madrid para ser interrogado y tras prestar declaración en el juzgado nº 20, acompañado de varios testigos, el juez decretó su puesta en libertad al no hallar indicios que le relacionasen con la huida o planes de Ansaldo (cuya familia estaba emparentada con el yerno de Soriano, el marqués Gonzalo de la Gándara).
Otra anécdota suya a destacar fue el duelo que por una disputa familiar sostuvo a espada francesa con Manuel de Escandón, marqués de Villavieja, el 9 de septiembre de 1919. El marqués de Villavieja era tío carnal de Margarita Escandón, viuda de Luis Soriano, hermano del marqués de Ivanrey fallecido prematuramente en Londres, el 1 de marzo de 1919. A consecuencia de aquel lance, celebrado en Lasarte, Ricardo Soriano sufrió heridas leves en la muñeca.

#### Urbanismo
Su inquieta personalidad también le llevaría a interesarse por la arquitectura. Una especialidad que comenzó a desarrollar en Biarritz a principios de la década de los años treinta. Y aunque no había estudiado la carrera de arquitectura, describía Edgar Neville en la entrevista que concedió al diario ABC, el 9 de junio de 1962, como el marqués de Ivanrey poseía un exquisito sentido de la estética y conocimientos técnicos en materia de construcción:  «...Soriano había planeado y edificado unos 25 hoteles en Biarritz y en los pinares de Chiberta. Todos eran y son preciosos, con los patios más imprevistos, con las piscinas mejor colocadas, y una distribución que solamente dan las personas que, además de ser arquitectos, están acostumbrados a vivir bien»" Su singular estilo arquitectónico ha merecido hoy en día el reconocimiento de Jean Paul Midanty, quien le distingue en su Diccionario Akal de la arquitectura del siglo XX.
Lo más destacable en la trayectoria de Ricardo Soriano fue su singular visión de lo que habría de ser el futuro de Marbella y la gran fe que puso en ello. A instancias suyas, se afincaron en sus terrenos personajes famosos. A todos les impuso una sola condición: las casas que edificaran habrían de ser de una sola altura, con los exteriores encalados y las rejas pintadas de negro.
Ricardo Soriano Sholtz von Hermensdorff, marqués de Ivanrey, fue quien hizo extensa propaganda de Marbella entre sus amigos y ricos parientes, como sucediera con el príncipe Maximiliam von Hohenlohe, íntimo amigo de Alfonso XIII casado con Piedad Iturbe, prima carnal de Ricardo Soriano. Maximiliam era el clásico aristócrata europeo descendiente de una de aquellas grandes familias alemanas, incluidas en el Gotha, con propiedades que se extendían de Checoslovaquia hasta España. Tenía fincas en Madrid, Zarauz y Biarritz, pero fue Ricardo Soriano quien le animó a dejar el lluvioso clima del norte por la idílica vida a las orillas del Mediterráneo, alegando que con lo que gastaba de calefacción en invierno para templar su castillo de Biarritz se compraba una finca en el Mediterráneo, en un lugar cálido y paradisíaco. Sin pensárselo dos veces, en 1946, el príncipe Maximiliam cogió su Rolls Royce Phantom, de motor de carbón, y se presentó en Marbella con su hijo Alfonso para comprobar in situ las delicias que le contaba su primo. Al llegar, mientras esperaban a que Ricardo volviera de pescar, almorzaron bajo los pinos de la finca Santa Margarita, adyacente al mar al oeste del pueblo de Marbella. Les gustó tanto Marbella y especialmente la finca, que volvieron el año siguiente y adquirieron la finca Santa Margarita , embrión de lo que más tarde sería el Marbella Club. Los pasos de aquellos pioneros de Marbella serían secundados más tarde por miembros de otras conocidas familias europeas: von Bismarck, Rothschild, Thurn und Taxis, Metternich, Goldsmith, Jaime de Mora y Aragón, o la familia Thyssen-Bornemisza.
Ricardo Soriano también atrajo a Marbella a su buen amigo Edgar Neville, famoso escritor, guionista y autor teatral, quien se estableció allí a comienzos de los años 50, tras comprarle a Soriano una parcela segregada de la finca «El Rodeo», donde construyó su residencia a la que bautizó con le nombre de «Malibú», en recuerdo de la famosa playa californiana donde había residido en los años 30, junto a otros artistas y escritores españoles, contratado por una gran productora de Hollywood.
Con la inauguración del hotel de lujo Marbella Club, en 1954, su sobrino el príncipe Alfonso de Hohenlohe-Langenburg convertiría a la ciudad de Marbella en obligado punto de encuentro de la jet set internacional. El hotel sería frecuentado, entre otras personalidades, por los duques de Windsor, James Hunt, Sofía Loren, Rock Hudson, Kim Novak, Gina Lollobrigida, Rainiero III de Mónaco, Grace Kelly, James Stewart, Ava Gardner, Aga Khan, Brigitte Bardot, Audrey Hepburn, Mel Ferrer, Gianni Agnelli, Aristóteles Onassis y Maria Callas. Otros personajes conocidos optarían por construir o alojarse en sus propias residencias: el rey Fahd de Arabia Saudita, Roger Moore, Adnan Khashoggi, Sean Connery, la princesa Soraya o Deborah Kerr.

### Galardones
A lo largo de su prolífica vida, el marqués de Ivanrey recibió diversas distinciones y condecoraciones tanto a nivel nacional como internacional. Entre otras:
- Caballero gran cruz de la Orden de Isabel la Católica[17]
- Gran Cruz de Primera Clase al Mérito Deportivo
- Caballero de la Orden de San Carlos I de Mónaco
- Caballero de la Legión de Honor[17]
- Caballero Bienhechor de la República Francesa.
- Caballero Diplomado de Honor de la Unión Internacional de la Motonáutica de Francia.
- Cruz del Mérito Naval de Francia
- Cruz del Mérito Naval de España
- Medalla de Plata al Mérito Deportivo, de la Federación Española de Clubs Náuticos.

### Muerte y entierro
Con el transcurso del tiempo Ricardo Soriano fue perdiendo la inmensa fortuna que había heredado, estimada en 90 millones de pesetas, y casi arruinado fallecería en 1973 a la avanzada edad de 89 años. Sus restos mortales descansan en el panteón familiar del cementerio marbellí de San Bernabé junto a los de su hija Inés y otros familiares suyos como su sobrino, el príncipe Alfonso de Hohenlohe, y el hijo mayor de este y de la princesa Ira von Fürstenberg, Cristopher de Hohenlohe.